# Banque de gènes

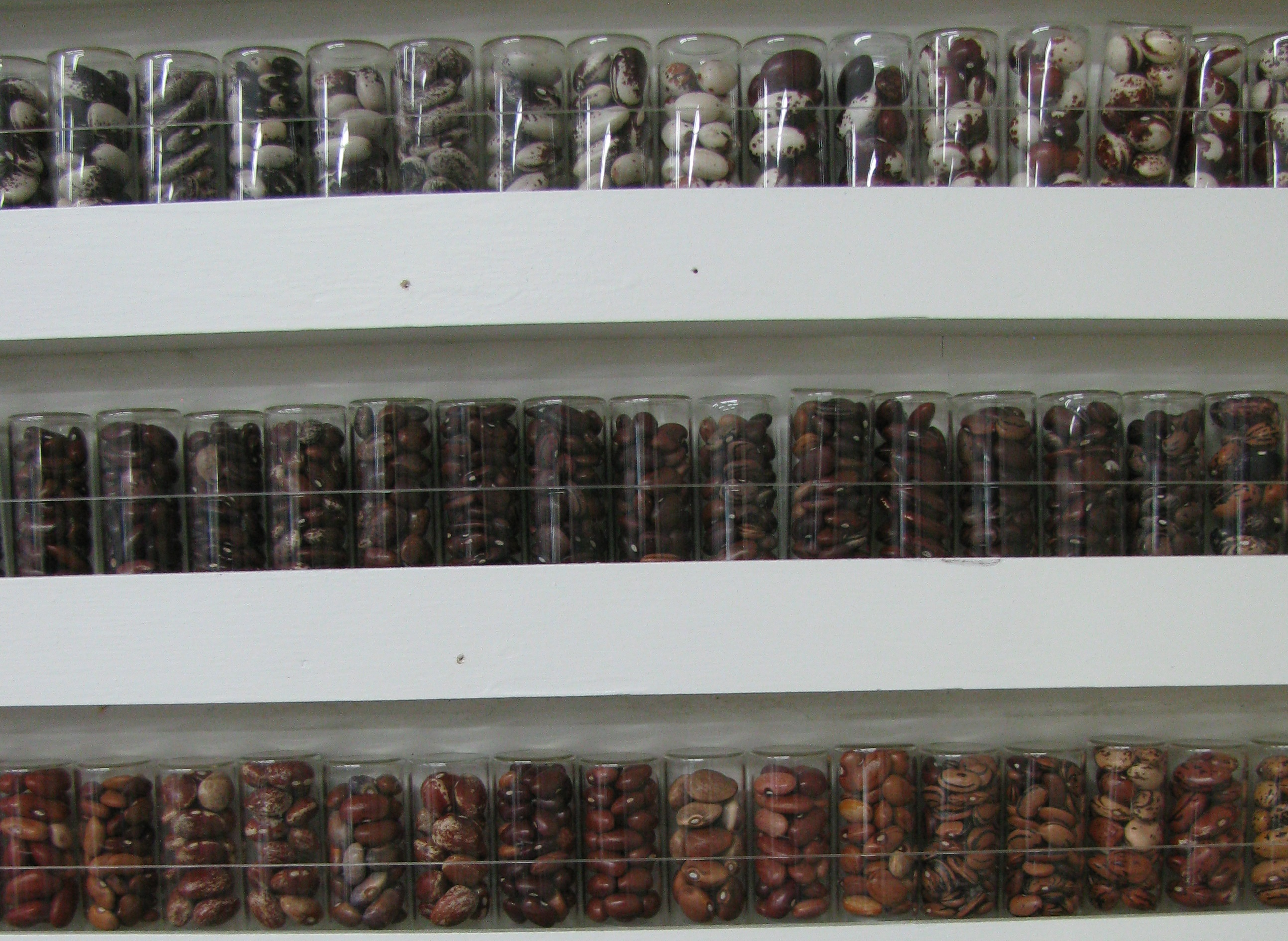
Une banque de gènes colombienne

Une banque de gènes est un dispositif de conservation ex situ de matériel génétique, qu'il s'agisse de plantes ou d'animaux. Dans le cas des plantes, cela peut se faire par la congélation de boutures prélevées sur la plante, ou de graines. Chez les animaux, c'est la congélation de sperme et d'œufs par cryoconservation (exemple, la Cryobanque Nationale). Pour les plantes, il est possible de décongeler le matériel génétique et de le faire se reproduire, en revanche pour les animaux une femelle vivante est indispensable pour réaliser une insémination artificielle. Alors qu'il est souvent difficile d'utiliser du sperme ou des œufs congelés, il existe de nombreux exemples qui montrent que cela peut être réalisé avec succès.  
Dans le but de conserver la biodiversité agricole, les banques de gènes sont utilisées pour stocker et conserver les ressources génétiques des principales plantes cultivées et des espèces sauvages apparentées. Il existe de nombreuses banques de gènes dans le monde, dont le Svalbard Global Seed Vault, situé en Norvège, est probablement la plus célèbre.  

## Autres références
- (en) Ellis, R.H., T.D. Hong and E.H. Roberts, Handbook of Seed Technology for Genebanks Vol. II: Compendium of Specific Germination Information and Test Recommendations, IBPGR (now Bioversity International). Rome, Italy, 1985 (lire en ligne)
- (en) Engels, J.M.M. and L. Visser, editors., A Guide to Effective Management of Germplasm Collections, CABI, IFPRI, IPGRI, SGRP, 2003 (lire en ligne) 174 p.
- (en) Kameswara, N., J. Hanson, M. E. Dulloo, K. Ghosh, A. Nowell and M. Larinde., Manual of Seed Handling in Genebanks, Bioversity International, CTA (Technical Center for Agricultural and Rural Cooperation), FAO, ILRI, 2006 (lire en ligne) 147 p.
- Koo, B., Pardey, P. G., Wright, B. D., et al., Saving Seeds, CABI, IFPRI, IPGRI, SGRP, 2004 (lire en ligne)

## Source
- (en) Cet article est partiellement ou en totalité issu de l’article de Wikipédia en anglais intitulé « Gene bank » (voir la liste des auteurs).